# Nenince
Nenince este o comună slovacă, aflată în districtul Veľký Krtíš din regiunea Banská Bystrica. Localitatea se află la altitudinea de 170 m deasupra n.m., se întinde pe o suprafață de 13,48 km2 și în 2017 număra 1.373 de locuitori.
Localitatea este înfrățită cu Ciumani.

## Demografie
| An:                | 1994 | 2004   | 2014   | 2024   |
| ------------------ | ---- | ------ | ------ | ------ |
| Număr de persoane: | 1400 | 1390   | 1361   | 1261   |
| Diferență:         |      | −0,71% | −2,08% | −7,34% |

| An:                | 2023 | 2024   |
| ------------------ | ---- | ------ |
| Număr de persoane: | 1282 | 1261   |
| Diferență:         |      | −1,63% |